# Kajetan Posselt
Kajetan Posselt, křtěný Antonius (Anton) (26. března 1809 Ostašov – 27. srpna 1890 Česká Lípa ) byl rakouský augustiniánský převor a politik německé národnosti z Čech, v 70. a 80. letech 19. století poslanec Říšské rady a Českého zemského sněmu.

## Život
Narodil se v Ostašově (německy Berzdorf) u Liberce. Vystudoval českolipské gymnázium. Roku 1829 vstoupil do augustiniánského řádu. Absolvoval studium filozofie a teologie v Praze. Roku 1834 byl vysvěcen na kněze. Nastoupil pak jako katecheta do Domažlic. Od roku 1844 byl učitelem na gymnáziu v České Lípě, přičemž v letech 1850–1882 působil i jako ředitel tohoto gymnázia. Od roku 1854 zastával funkci převora augustiniánského kláštera v České Lípě. Byl rovněž dobrodincem klášterní školy v Bělé pod Bezdězem. Byl čestným občanem České Lípy. Zajímal se o studium geologie. Byl členem korespondentem Říšského ústavu geologie. Působil jako biskupský notář. Zemřel v srpnu 1890 ve věku 81 let.

### Politická kariéra
V zemských volbách v roce 1872 byl zvolen na Český zemský sněm za velkostatkářskou kurii, nesvěřenecké velkostatky. Mandát obhájil v zemských volbách v roce 1878. Zastupoval Stranu ústavověrného velkostatku, která byla provídeňsky a centralisticky orientována.
Byl též poslancem Říšské rady (celostátního parlamentu, kam usedl v prvních přímých volbách roku 1873 za velkostatkářskou kurii v Čechách. Mandát obhájil i ve volbách roku 1879, Slib složil 9. října 1879. Uspěl i ve volbách roku 1885. Zde zasedal do své smrti roku 1890. Před smrtí byl nejstarším poslancem Říšské rady.
Na Říšské radě se v říjnu 1879 uvádí jako člen staroněmeckého Klubu liberálů (Club der Liberalen). Od roku 1881 byl členem klubu Sjednocené levice, do kterého se spojilo několik ústavověrných (liberálně a centralisticky orientovaných) politických proudů. Za tento klub uspěl i ve volbách roku 1885. Po rozpadu Sjednocené levice přešel do frakce Německorakouský klub. V roce 1890 se uvádí jako poslanec obnoveného klubu německých liberálů, nyní oficiálně nazývaného Sjednocená německá levice.